# Stolnica v Salti
Stolnica bazilika v Salti in svetišče Gospoda in Device čudežne (špansko  La Catedral Basílica de Salta y Santuario del Señor y la Virgen del Milagro) je stolnica v mestu Salta v Argentini iz druge polovice 19. stoletja, zgrajena po uničenju v potresu prejšnje stavbe Minerva Cano.
Nahaja se v središču mesta Salta. Je čudovita verska zgradba, bogato okrašena in katere obisk je del skoraj vseh turističnih potovanj v regiji; 14. junija 1941 je bila z odlokom 95687 Državne izvršne oblasti razglašena za nacionalni zgodovinski spomenik.

## Zgodovina
Leta 1856 so zaradi potresa, ki je uničil staro stavbo, zbrali sredstva za njeno obnovo. Dela so se začela leta 1858 na prošnjo škofa Joséja Eusebija Colombresa. Načrte je zasnoval arhitekt Felipe Bertrés. Dvajset let je trajalo, da je bila nova stolnica posvečena in odprta. Manjkala je fasada in stolpa, vključno z zvonovi. Veliki italijanski, brazilski, bolivijski umetniki, kot sta Soldati in R. P. Luis Giorgi so sodelovali pri izvedbi projekta. Ansambel je bil dokončan leta 1882.
Fasada, atrij, stolpa in galerija - oblikovalski arhitekt Noé Macchi conde di Cellere
Stolnica se nahaja pred trgom Plaza 9 de Julio, v središču zgodovinskega središča mesta in vključuje monumentalni kompleks s škofovsko palačo. Ker so se leta 1873 omejili na njen najpomembnejši del, da bi nadaljevali z dolgo ohromljenimi gradbenimi deli, je bila gradnja preostalega in še nedokončanega dela naročena arhitektom Nicolásu in Agustínu Cánepe, razen: fasade, atrija in stolpov. Razlike med cerkvenimi oblastmi in gradbenim podjetjem Cánepa, na primer puščanje kupole, ki ni bilo odpravljeno in spremembe prvotne zasnove, med njimi: kor, ki je bil narejen na vhodu namesto tribune za glavnim oltarjem, kot je bilo načrtovano, so cerkvene oblasti končale ta dela in jih posvetile leta 1878. Od tedaj so psevdozgodovinske preiskave, v nekaterih primerih določene za izkrivljanje zgodovinske resnice o verodostojnosti avtorstva projekta, poskušale in še vedno vztrajajo v tej dvoumnosti svoje avtorstvo dodeliti: Soldati? Bertrés? Georgi? Riguetti?, ustvarjajo do danes preperele in rumenkaste zaključke in še bolj resno: zaradi za te "napake", ki se jim je mogoče izogniti, se ta nezdrava zmeda še naprej ponavlja. Dokument, ki ga je ponovno odkrila Nacionalna akademija za likovno umetnost, zahvaljujoč iskanju dokumentacije, ki jo je opravila terenska raziskovalka, gospa Iris Gori pod nadzorom akademika prof. Héctorja H. Schenoneja, zahvaljujoč tej ugotovitvi ponovno zanesljivo vzpostavi in odkrito kritizira raziskovalce Salte, ker nimajo dokumentiranega iskanja, da je resnični avtor zasnove gospod Maqui (priimek, ki ga je arhitekt Noé Macchi izmenično zapisal sam kot Maqui ali Macchi, da bi olajšal njegovo izgovorjavo), isti, ki je bil avtor, direktor in izvršitelj prvotne škofovske palače, stavbe ob tej stolnici, ki je bila prej oblikovana v neogotskem slogu, kasneje v 30-ih spremenjena, v novokolonialnem slogu, ob spoštovanju prenove strukture, razen tiste na terasi, ki še vedno obstaja v svojem prvotnem neoklasicističnem slogu. 
V fs. 271, v knjigi Nacionalna umetniška dediščina, Nacionalna akademija za likovno umetnost, letnik 1.988, piše: »... V časopisu Salta La Reforma z dne 28. junija 1879 smo lahko objavili zanimivo novico (str. . 2, 3. stolpec):
... Za 29.000 ameriških dolarjev je bilo delo sprednje fasade stolnice dogovorjeno s podjetnikom Riguettijem po načrtu señorja Maquija ...». Arch Noé Macchi conde di Cellere, je avtor vodenja projekta, izvedbe in glavni ekonomski sodelavec cerkve Gospe od Candelaria de la Viña de Salta, razen stolpa. Bil je tudi avtor zasnove, vodenja in izvedbe ter glavni ekonomski sodelavec Iglesia Nuestra Señora de la Candelaria de la Viña, razglašene za nacionalni zgodovinski spomenik zaradi svoje arhitekturne zasnove.«

## Opis
Stavba tvori skupino z nadškofovsko palačo, rezidenco nadškofa. Njen slog z baročnimi okraski lahko opišemo kot neobaročno eklektiko poznega 19. stoletja, saj je arhitekturna zasedba zelo italijanska.
Pravokotni načrt sestavljajo tri ladje, globok kor in polkrožna apsida. Glavni oltar je zasnoval frater Luis Giorgi.
Križni kvadrat krona kupola na vrhu bobna. Kupolo krona lanterna. Popolno je pomanjkanje svetlobe. Pravzaprav svetloba prihaja tudi iz oken dveh stranskih ladij. Okrašena so z bogatim vitrajem.
Vhoda vrata so okronana z bogato baročno dekoracija. Osrednji motiv je veličasten štirilist.

## Stolnični muzej Monseñor Carlos M. Pérez
Muzej se nahaja za stolnico, na ulici Belgrano. Slovesno so ga odprli ob 400 obletnici prihoda podobe Gospoda in Device čudežne in 500 letnice odkritja Amerike. V majhnem muzeju so na ogled različne slike italijanskih, španskih, alto-perujskih in saltskih avtorjev iz 18. in 19. stoletja, pa tudi barvne rezbarije in tkanine, ki imajo svoje izvor v Alto Peru, Peruju, jezuitskih misijonih in Salti. Tu so tudi zlatarski predmeti za čaščenje, ki so jih izdelali umetniki mestici 18. in 19. stoletja, ter elemente pohištva, grafike, oblačila in okraske.

## Panteón de las glorias del norte
Stolnica služi tudi kot dvorana junakov severne vojske, junake gauče, ki so zmagovito sodelovali v bitkah za neodvisnost države na začetku 19. stoletja.
Tu ležijo posmrtni ostanki heroja Martina Miguela de Güemesa. Tu so tudi posmrtni ostanki generalov Antonio Álvarez de Arenales, Rudencindo Alvarado in Doña Martina Silva de Gurruchaga, med drugimi znanimi protagonisti nacionalne zgodovine.

## Cerkve v provinci Salta
V stolnici je sedež nadškofije, ki je tudi sama na čelu cerkvene province, ki jo sestavlja pet škofij sufraganov. Škofije so:
Nadškofija Salta
Škofija Cafayate
Škofija Catamarca
Škofija Humahuaca
Škofija San Salvador de Jujuy
Škofija Orán

## Galerija
- Panteón de las Glorias del Norte
- Oko božje previdnosti
- Nočni pogled
- Notranjost
- Nočni pogled
- Nadškofija
- Vitraj štirilista
- Kupola
- Fasada
- Detajl fasade.
- Vitraj.